# Continental Wrestling Association
La Continental Wrestling Association (in seguito Championship Wrestling Association) fu una federazione di wrestling di proprietà di Jerry Jarrett, affiliata alla National Wrestling Alliance. La CWA faceva parte della Championship Wrestling Inc., un gruppo di compagnie abitualmente chiamate Mid-Southern Wrestling o territorio di Memphis. Nel 1989, la CWA si fuse con la World Class Wrestling Association per formare la United States Wrestling Association, cessando formalmente di esistere. Lance Russell e Dave Brown erano i commentatori dei programmi televisivi della Continental Wrestling Association.

## Storia
Il territorio di wrestling comunemente definito "zona di Memphis" era originariamente parte della compagnia NWA Mid-America fondata negli anni quaranta. Questa era attiva a Memphis e Nashville, in Tennessee, ma occasionalmente anche in altre città e zone. La "NWA Mid-American" prevedeva spettacoli che presentavano principalmente incontri di coppia in quasi tutti i main event, con qualche match singolo a completamento del tutto. Alcuni dei tag team abituali erano The Von Brauners, The Interns, The Infernos, The Bounty Hunters, Tojo Yamamoto & Jerry Jarrett, Don & Al Green, Bobby Hart & Lorenzo Parente, The Fabulous Kangaroos, Jerry Lawler & Jim White e The Fabulous Fargos. Nella metà degli anni settanta, tuttavia il punto focale della federazione si spostò sugli incontri singoli.
Il territorio fu diviso in due, con promoter separati per ciascuna parte. Jerry Jarrett si occupava di Memphis, Louisville, Lexington ed Evansville ancora parte della NWA Mid-America, mentre Nick Gulas, che era stato il booker principale fino ad ora, continuò a lavorare negli altri territori. Molti dei wrestler nella federazione erano in collera con Gulas perché credevano favorisse suo figlio George Gulas nella zona di Memphis. Era molto difficile credere che George potesse battere regolarmente tutti suoi nemici più grandi ed esperti. A George erano stati dati incontri e vittorie su veterani di lunga data del territorio senza "fare alcuna gavetta". Dopo che Jarrett aveva investito una grossa somma di denaro in quella che pensava fosse una quota del 10% della promozione e aveva appreso che Gulas lo aveva ingannato facendogli pagare un'opzione per acquistare a meno (che quando apprese la cosa era già scaduta), egli decise di andare per la sua strada. Jarrett decise di staccarsi iniziando ad organizzare incontri al Cook Convention Center nel marzo 1977. Gulas, che viveva a Nashville, alla fine fece della "città del Country" la sua base operativa, promuovendo show settimanali in tutto il Tennessee. Inoltre, Jarrett era sostenuto da Jerry Lawler, che da poco aveva scalzato Jackie Fargo dallo status di superstar della zona di Memphis. Gulas cercò di organizzare show a Memphis ma senza avere il nome di punta, Lawler, non poteva competere. La rottura tra Gulas e Jarrett creò la Continental Wrestling Association quale federazione totalmente indipendente guidata da Jarrett. Nel 1980 dopo soli tre anni, Gulas si ritirò in pensione e la CWA prese definitivamente il sopravvento (anche a Nashville).

### Affiliazione alla NWA (1977–1986)

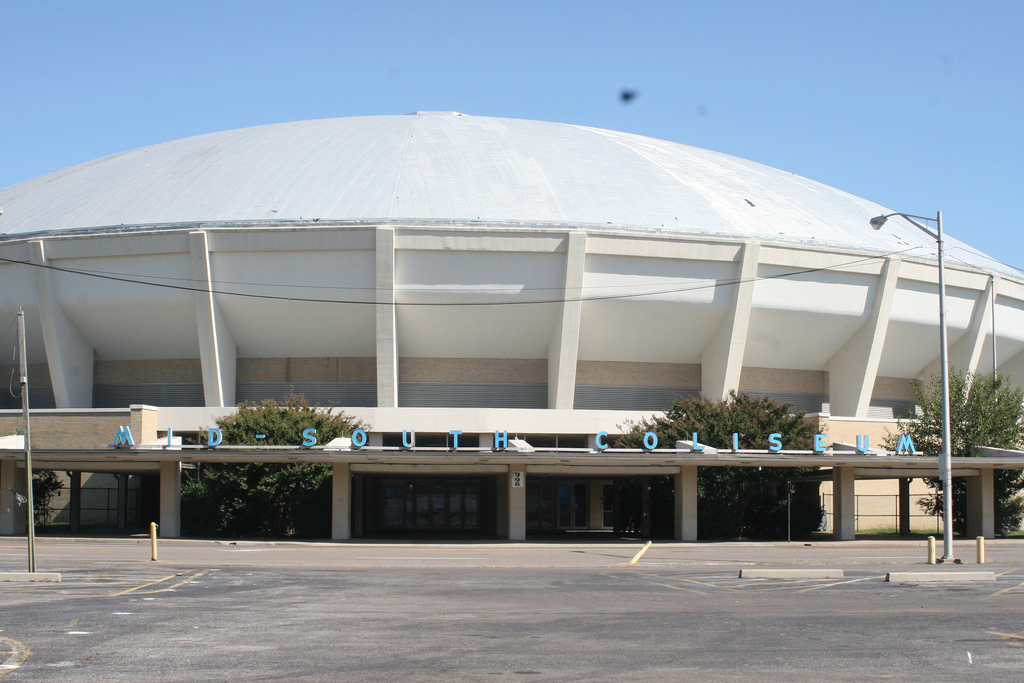
Il Mid-South Coliseum (fotografato nel 2008) a Memphis, Tennessee, servì da luogo principale per gli eventi della compagnia

Dopo la separazione da Nick Gulas, la CWA si affiliò alla National Wrestling Alliance. Il titolo principale della CWA era il Southern Heavyweight Championship, che era stato nominalmente ufficializzato dalla NWA (nel 1978) e dall'AWA (a partire dal 1978).
Il punto forte della CWA era lo show settimanale del lunedì sera trasmesso dal Mid-South Coliseum di Memphis, dove spesso faceva il tutto esaurito. Questi spettacoli venivano ripetuti settimanalmente a Louisville e Nashville (il sabato sera). C'erano tre spettacoli principali in tutte e tre le città e spettacoli aggiuntivi in altre città del Kentucky, Tennessee, Arkansas, Missouri e Alabama settentrionale, che fornivano profitti significativi all'inizio degli anni novanta. Questi show mostravano una serie di lottatori mentre si facevano strada attraverso il territorio di Memphis, inclusa gente come Hulk Hogan, Harley Race, Terry Funk, Jack Brisco e Ric Flair.
La storyline più di successo della promozione fu la rivalità tra Jerry Lawler e Jimmy Hart che durò per tutta la prima metà degli anni ottanta. La fazione "First Family" di Jimmy Hart incluse dozzine di lottatori da lui portati per scontrarsi con Lawler. In questa lista figurarono The Iron Sheik, The Dream Machine, The Nightmares, Eddie Gilbert, Ken Patera, Jesse Ventura, Hulk Hogan, Bugsy McGraw, Kevin Sullivan, Bobby Eaton, "Killer Tim Brooks" e Paul Ellering. Il feud terminò quando Hart firmò per la World Wrestling Federation nel 1985, e Lawler vinse un match contro Eddie Gilbert in cui la clausola era che Hart lasciasse il territorio.
La federazione trasmetteva anche eventi di wrestling in diretta il sabato mattina dagli studi della WMC-TV di Memphis. Nell'era territoriale del wrestling, molte promozioni locali avevano enormi ascolti con i loro spettacoli di wrestling, ma nessuno di loro superava gli ascolti dello spettacolo settimanale della CWA che attirava quote inaudite grazie alla forza della popolarità di Lawler a livello locale.
Per tutta la fine degli anni '70, '80 e l'inizio degli anni '90, Jerry Lawler ebbe rivalità con Dutch Mantell, Robert Fuller, The Mongolian Stomper, Bruiser Brody, Jimmy Valiant, Austin Idol, Rocky Johnson, Tommy Rich, Randy Savage, Rick Rude e Bill Dundee, tra gli altri.

### Andy Kaufman arriva a Memphis

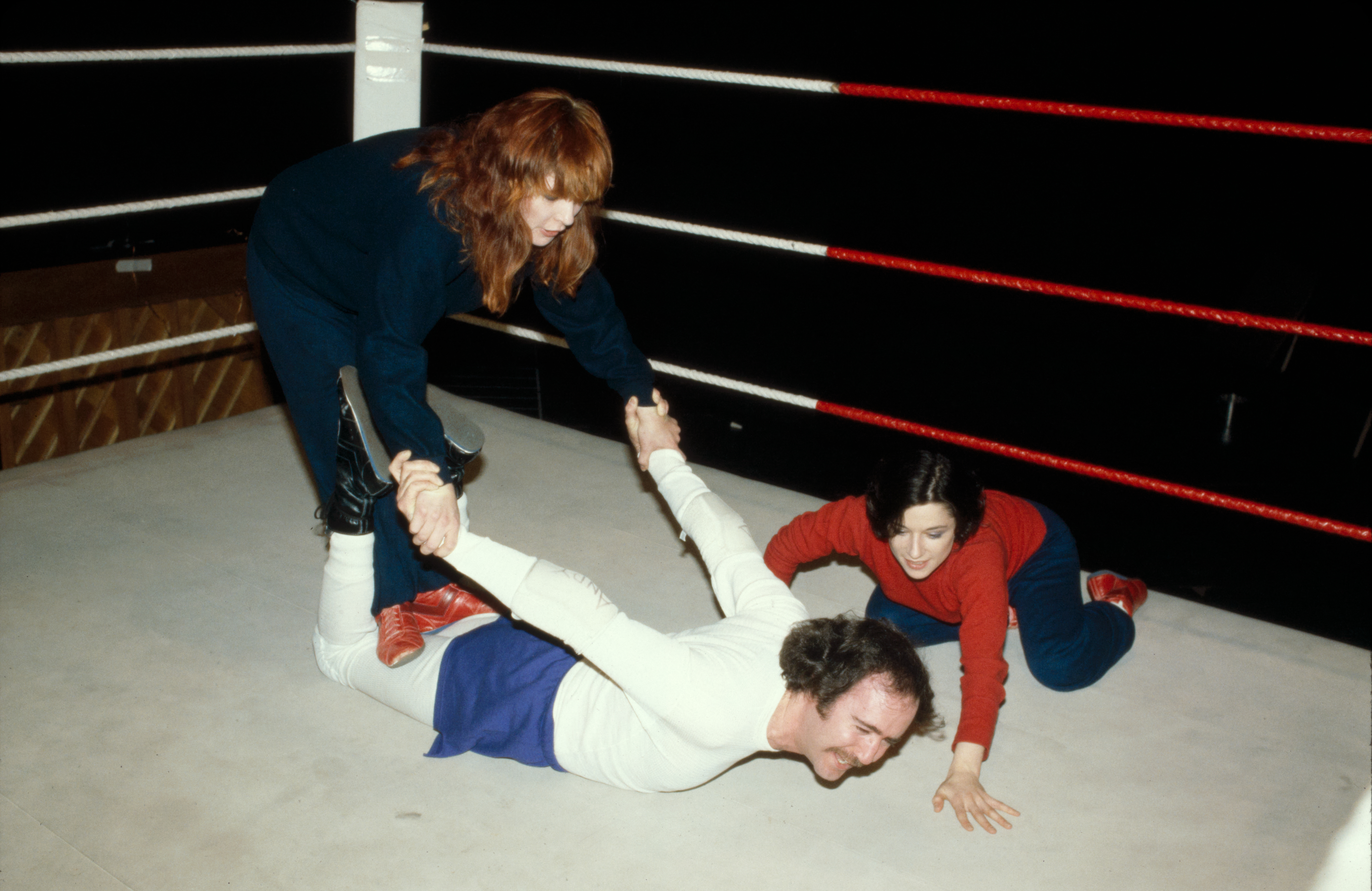
Kaufman malmenato sul ring da Debbie Harry e Caitlin Clarke

Nei primi anni ottanta, il comico Andy Kaufman lottava abitualmente contro delle donne durante i suoi spettacoli, autoproclamandosi "Intergender Wrestling Champion" ed offrendo 1000 dollari alla donna che fosse riuscito a batterlo. Come parte delle sue performance, Kaufman lasciava intendere che questi match erano "reali" e quindi implicando anche che il wrestling professionistico invece non lo fosse, il che contrastava la convinzione dei fan di quell'epoca che il wrestling fosse "vero".
Kaufman iniziò persino ad apparire negli show al Mid-South Coliseum durante i match femminili, e dopo avere regolarmente vinto, Kaufman insultava il pubblico di Memphis e proclamava la propria grandezza in questo sport e la superiorità dell'uomo sulla donna. Arrivò addirittura a sostenere che nessuna donna avrebbe potuto batterlo e che, se qualcuna ci fosse riuscita, l'avrebbe sposata. Jerry Lawler, tuttavia, era un orgoglioso difensore del wrestling ed era arrabbiato con Kaufman per aver deriso lo sport che lo aveva reso una star, quindi decise di allenare una delle avversarie di Kaufman. Kaufman vinse comunque nonostante l'allenamento di Lawler e gongolò finché Lawler non ne ebbe abbastanza e spinse Kaufman, mandando il comico al tappeto.

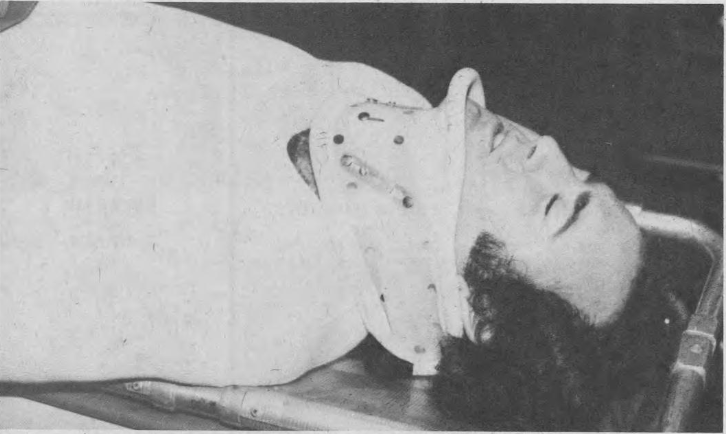
Andy Kaufman, infortunato al collo da Jerry Lawler, viene portato via in barella dall'arena

I fan furono entusiasti, vedendo la star locale difendere la reputazione del wrestling dagli insulti di un arrogante attore di Hollywood. Durante l'inevitabile match Lawler/Kaufman, Lawler eseguì due piledriver (mossa che era stata "proibita" a Memphis) su Kaufman che dovette essere portato fuori in barella (kayfabe). Il giorno successivo diversi giornali riferirono che Kaufman si era effettivamente infortunato al collo. Diverse settimane dopo, Kaufman tornò al Mid-South Coliseum indossando un collare ortopedico, giurando di vendicarsi di Lawler. La faida ottenne visibilità nazionale su diversi giornali dopo il presunto infortunio di Kaufman, e avrebbe ottenuto ancora più notorietà dopo che egli ne discusse al Saturday Night Live.
Il 27 luglio 1982 Kaufman e Lawler erano ospiti di David Letterman al talk show Late Night with David Letterman. Kaufman indossava ancora il collare ortopedico nonostante il presunto infortunio avesse avuto luogo cinque mesi prima. Lawler descrisse il tutore per il collo come un "collare antipulci" e la tensione tra i due salì fino a quando Lawler si alzò e schiaffeggiò sonoramente Kaufman facendolo cadere dalla sedia e dal palco. Infuriato, Kaufman cominciò ad inveire contro Lawler urlando come un ossesso, insultandolo e poi lanciandogli contro una tazza di caffè. Kaufman minacciò di denunciare Lawler e poi abbandonò bruscamente lo studio.
Le azioni di Lawler e Kaufman misero a disagio i dirigenti della rete NBC, credendo che l'odio tra i due fosse reale e che il caos potesse scoppiare in qualsiasi momento. Kaufman e Lawler continuavano a sostenere che il loro odio e le loro azioni erano reali, ma in seguito si scoprì che si trattava di una messa in scena, poiché i due erano in realtà amici. La verità sul fatto che si trattasse di una sceneggiata fu tenuta segreta per più di dieci anni dopo la morte di Kaufman fino a quando il documentario nominato agli Emmy A Comedy Salute to Andy Kaufman andò in onda su NBC nel 1995. In un'intervista del 1997 con il Memphis Flyer, Lawler affermò di aver improvvisato durante il loro primo incontro e l'incidente al Letterman. Sebbene i funzionari del St. Francis Hospital abbiano affermato che l'infortunio al collo di Kaufman era reale, nella sua biografia del 2002 It's Good to Be the King... Sometimes, Lawler spiegò in dettaglio che era tutta una finzione. Rivelò inoltre che l'esplosione d'ira di Kaufman al Letterman era stata un'idea del comico.

### Affiliazione alla AWA (1986–1989)

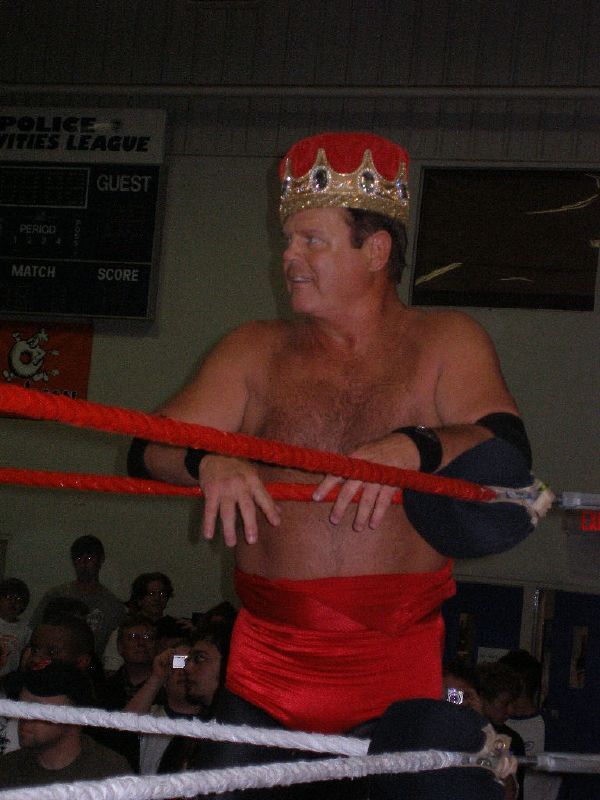
Jerry "The King" Lawler

Alla fine del 1982, Jerry Lawler aveva apparentemente vinto il titolo mondiale dell'American Wrestling Association (AWA) contro Nick Bockwinkel, ma a causa del finale controverso dell'incontro, il titolo fu restituito a Bockwinkel con una rivincita programmata per il gennaio 1983. La notte del match, il manager Jimmy Hart si presentò all'angolo di Bockwinkel, insieme ad un uomo con la faccia bendata dopo essere stato picchiato da Lawler a dicembre. Verso la fine dell'incontro, Hart si presentò rivelando che l'uomo bendato era Andy Kaufman. Nella confusione Bockwinkel vinse il match. La faida Lawler/Kaufman terminò nella prima parte del 1983 dopo che Lawler lanciò una palla di fuoco contro Kaufman, ponendo fine al suo periodo nella CWA. Dopo che Kaufman se ne andò, Lawler concentrò nuovamente i suoi sforzi su Jimmy Hart e la sua fazione First Family.
Per Jerry Lawler, sfidare il campione e quasi vincere il titolo mondiale fu un tema ricorrente per tutta la metà degli anni ottanta, senza che né l'AWA né la NWA fossero disposte a dare effettivamente il loro titolo principale a Lawler. Il titolo mondiale NWA non veniva difeso molto spesso nell'area di Memphis, ma piuttosto di solito in tournée con compagnie che avevano più peso politico nella federazione.
Nel 1988, furono messi in atto piani per unire effettivamente l'AWA e la CWA in un'unica federazione nel tentativo di contrastare l'espansione nazionale della World Wrestling Federation. La federazione fu ribattezzata Championship Wrestling Association alla fine del 1987, quando Lawler iniziò a co-promuovere con Jarrett. Successivamente, tutti i titoli singoli nella CWA (AWA Southern, CWA/AWA International e NWA Mid-America Heavyweight) furono fusi per riconoscere un campione CWA dei pesi massimi.
Il 9 maggio 1988 a Memphis, Lawler affrontò il campione AWA Curt Hennig e vinse il titolo. Con il passare dell'anno l'alleanza AWA/CWA fu ampliata per includere la World Class Wrestling Association del Texas, con un incontro per l'unificazione del titolo fissato per il primo (e unico) pay-per-view AWA SuperClash III. Lawler mantenne l'AWA World Heavyweight Championship e vinse il WCWA World Heavyweight Championship in modo controverso, l'incontro fu interrotto a causa dell'eccessiva perdita di sangue da parte di Kerry Von Erich.
A causa delle controversie seguite al PPV, la CWA (e la WCCW) interruppero la loro relazione con l'AWA e Lawler fu privato del titolo mondiale AWA. Per rappresaglia, Lawler mantenne la cintura fisica del campionato mondiale dei pesi massimi AWA per non aver ottenuto l'ingaggio pattuito per SuperClash III. Dopo che il tentativo di cooperazione con l'AWA fallì, Jerry Jarrett acquistò la WCCW dai Von Erich e unificò le due promozioni come United States Wrestling Association nel 1989, ponendo così fine all'era della Continental Wrestling Association.

## Personale

### Wrestler e manager
- Adrian Street
- Allan West
- Andy Kaufman
- Angelo Poffo
- Art Crews
- Austin Idol
- Sheik Abdullah
- Bam Bam Bigelow
- Big Bubba the Belt Collector
- Big Daddy Ritter
- Bill Dundee
- Bill Irwin
- Billy Robinson
- Bob Armstrong
- Bobby Eaton
- Brad Armstrong
- Brad Batten
- Bart Batten
- Brickhouse Brown
- Bruiser Brody
- Buddy Landel
- Bugsy McGraw
- Cactus Jack
- Chick Donovan
- David Schultz
- Don Bass
- Dirty White Boy
- Downtown Bruno
- Dream Machine/Troy Graham
- Duke Myers/Colossus of Death
- Dutch Mantel
- Eddie Gilbert
- Gypsy Joe
- The Great Kabuki
- Hulk Hogan
- Iceman Parsons
- The Iron Sheik
- J.J. Dillon
- Jackie Fargo
- Jeff Jarrett
- Jerry Jarrett
- Jerry Lawler
- Jerry Roberts
- Jesse Barr
- Jesse Ventura
- Jerry Oske
- Jim Cornette
- Jim Neidhart
- Jimmy Golden
- Jimmy Hart
- Jimmy Valiant
- Johnny Wilhoyt
- Jos LeDuc
- Kamala
- Kendo Nagasaki
- Ken Patera
- Kevin Sullivan
- Killer Karl Krupp
- King Kong Bundy
- Lady Beast[2]
- Lanny Poffo
- Len Denton
- Lord Humongous
- Lou Thesz
- Man Mountain Link
- Mario Milano
- Masa Fuchi
- Masked Superstar
- Master of Pain
- Max Pain
- Mike Sharpe
- Mongolian Stomper
- Mr. Onita
- Nick Bockwinkel
- Ox Baker
- Pat Barrett
- Paul Ellering
- Paul E. Dangerously
- Paul Orndorff
- Pez Whatley
- Phil Hickerson
- Professor Ito
- Randy Savage
- Ric Flair
- Rick Rude
- Robert Fuller
- Rocky Johnson
- Ron Bass
- Ron Fuller
- Russian Invader
- Russian Stomper
- Scott Armstrong
- Scott Hall
- Scott Steiner
- Sherri Martel
- Shogun
- Sid Vicious
- Skip Young
- Sonny King
- Sputnik Monroe
- Stan Hansen
- Steve Armstrong
- Superstar Billy Graham
- Sweet Daddy Siki
- Terry Funk
- Terry Gordy
- Terry Taylor
- Tojo Yamamoto
- Tommy Rich
- Tom Prichard
- Tony Anthony
- J.T Southern
- Toru Tanaka
- Tracy Smothers
- Wendell Cooley
- Iranian Assassin

### Tag team
- The Assassins
- Akio Sato & Tarzan Goto
- Badd Company (Paul Diamond & Pat Tanaka)
- The Blond Bombers (Larry Latham & Wayne Farris)
- Bruise Brothers (Porkchop Cash & Dream Machine)
- Dirty White Boys
- The Fabulous Freebirds (Michael Hayes & Terry Gordy)
- The Fabulous Ones (Steve Keirn & Stan Lane)
- The Fantastics (Bobby Fulton & Tommy Rogers)
- The Freedom Fighters (Rock & Flash)
- The Grapplers
- Midnight Express (Norvell Austin & Dennis Condrey) e Randy Rose
- Midnight Rockers (Shawn Michaels & Marty Jannetty)
- The Moondogs (Rex & Spot)
- The M.O.D Squad
- The Nasty Boys (Brian Knobbs & Jerry Sags)
- The Nightmares (Ken Wayne & Danny Davis)
- Pretty Young Things (Koko Ware & Norvell Austin)
- The Road Warriors (Hawk & Animal)
- The Rock 'n' Roll Express (Ricky Morton & Robert Gibson)
- Rock 'n' Roll RPMs (Mike Davis & Tommy Lane)
- The Samoans (Afa & Sika)
- Sheepherders (Butch Miller, Luke Williams, Jonathan Boyd & Rip Morgan)
- The Stud Stable (Cactus Jack & Gary Young)
- Zambuie Express (Elijah Akeem & Kareem Muhammad)

## Titoli
- CWA Heavyweight Championship
- CWA Tag Team Championship
- CWA Southwestern Heavyweight Championship
- CWA Super Heavyweight Championship
- CWA Tennessee Tag Team Championship[3]
- CWA World Heavyweight Championship
- CWA World Tag Team Championship
- NWA Mid-America Heavyweight Championship
- NWA Mid-America Tag Team Championship
- NWA United States Tag Team Title (Mid-American Version)
- NWA World Six-Man Tag Team Championship
- CWA/AWA International Heavyweight Championship
- CWA/AWA International Tag Team Championship
- AWA Southern Heavyweight Championship
- AWA Southern Tag Team Championship